# Весёлое (посёлок, Бахмачский район)
Весе́лое (укр. Веселе) — посёлок при ж/д станции Григоровка, расположенный на территории Бахмачского района Черниговской области (Украина). Расположено на реке Басанка.
Население составляет 315 жителей (2006 год). Плотность населения —  чел/кв.км.
Впервые упоминается в 1650 году.
Посёлок Веселое находится примерно в 18 км к югу от центра города Бахмач. Средняя высота населённого пункта — 138 м над уровнем моря. Посёлок находится в зоне умеренно континентального климата.
Национальный состав представлен преимущественно украинцами, конфессиональный состав — христианами.